# Военная этика
Вое́нная э́тика — раздел прикладной этики, которая касается моральных вопросов, в том числе применения военной силы, службы солдата и института вооружённых сил.
Термин военная этика или военная профессиональная этика не понимается как «особая» этика для солдат. Военная этика — это только уточнение и конкретизация тех этических принципов, которые применимы ко всем людям, относящихся к той или иной профессиональной группе. 
Традиционно военная этика, и особенно доктрина справедливой войны, занимается вопросами, касающимися оправданий применения силы (jus ad bellum, т. е. права на войну), того, что может быть оправдано в контексте применения этой силы (jus in bello, т.е. законов войны) и, наконец, вопросами, связанными с послевоенным восстановлением (jus post bellum, т.е. справедливым завершением войны). 
Моральный аргумент регулярно выдвигается для оправдания военных действий, если они не оправдываются законом. Как инструмент на службе политической власти, военные обязаны выполнять возложенные на них задачи, даже если последние иногда могут оказаться сомнительными с моральной точки зрения. Тем не менее, на местах их действия должны быть безупречными с моральной точки зрения. Этот парадокс порой возлагает на военных тяжёлое бремя морального характера военных действий, даже несмотря на то, что они инициируются на политическом уровне.
Антон Керсновский утверждал, что стоит отличать военную этику от воинской этики. Под военной этикой стоит понимать совокупность правил и обычаев — как кодифицированных, так и некодифицированных, — которыми противники должны руководиться на войне, в то время как воинская этика — это правила и обычаи, которые участники военного сообщества соблюдают при отношениях друг с другом — и вся военная среда в отношениях с невоенными.